# 斑條沙鰍
斑條沙鰍為輻鰭魚綱鯉形目沙鰍科的其中一種，為熱帶淡水魚，可作為的觀賞魚，市面上又名銀河潛艇鼠，分布於亞洲緬甸、泰國淡水流域。

## 特徵與發現
本魚最初在薩爾溫江支流阿塔蘭河（在泰國稱為卡薩特河）發現，之後在2006年在泰國境內的另一支流發現本種族群，體色褐色、不滿大小不一的黃色斑點成網狀，尾鰭有3條黑色寬條紋，體長可達8.5公分，棲息在底中層水域。

## 水族養殖
飼養時成小群活動，需提供遮蔽物供其躲藏，適合水溫為25-30℃，水質pH6.5至6.0，屬雜食性。

## 扩展阅读
維基物種上的相關：斑條沙鰍